# Мария Кристина Австрийска (1742 – 1798)
Вижте пояснителната страница за други личности с името Мария Кристина.
Мария Кристина Йоана Йозефа Антония фон Хабсбург-Лотарингия (13 май 1742 – 24 юни 1798) е австрийска ерцхерцогиня и херцогиня на Тешен.

## Живот
Тя е четвъртата дъщеря на свещения римски император Франц I Стефан и на императрица Мария Тереза. Мария-Кристина е сестра на френската кралица Мария-Антоанета.
Наричана на галено Мими, Мария-Кристина е любимата дъщеря на императрица Мария Тереза. Омъжена е за принц Алберт Саксонски, херцог на Тешен. Хобито ѝ е да рисува с водни бои.